# ニンテンドー3DSシリーズのシステムアップデート
ニンテンドー3DSシリーズのシステムアップデート（ニンテンドースリーディーエスシリーズのシステムアップデート）では、任天堂の携帯型ゲーム機「ニンテンドー3DS」と、それに並ぶニンテンドー3DSシリーズの本体内蔵ソフトウェアの日本国内におけるシステムアップデートについて記載する。

## 概要
本体のシステムソフトウェアや内蔵ソフト・機能は、インターネットや一部のゲームソフトを利用して更新（アップデート）することができる。
ゲームソフトに更新プログラムが含まれている場合は、そのゲームソフトの初回起動時に自動更新が行われる（更新作業を行わないとそのゲームソフトは起動できない）。インターネットを利用した本体更新は「本体設定」の「本体の更新」を選択することで実行できる。Ver.2.0.0-2Jより、いつの間に通信を介して本体更新データなどを自動で受信し、オフライン状態での本体更新が可能となった。一部の更新プログラム（NGワードリスト、アクセスポイント情報など）は、いつの間に通信を利用して自動的に更新される場合がある。
更新が完了すると本体のバージョン番号が変わる場合がある。バージョン番号は「本体設定」内の上画面に表示されており、発売時の日本国内仕様の本体の初期バージョン番号は「Ver.1.0.0-0J」。ただし、一度更新が完了すると過去のバージョンへ戻すことはできない。
システムソフトウェアを不正に改変した場合や、任天堂の許可していない機器やソフトウェアを使用した場合、その履歴が本体に記録され、任天堂での修理が受け付けられなくなる。販売店によっては、不正改造がないか確認し、不正改造が判明すれば買取を拒否、または初期化される場合もある。

## インターネットによるアップデート
ニンテンドー3DSシリーズ本体をインターネットに接続し、本体設定内のその他の設定から「本体更新」を選択すれば、アップデート作業が開始される。なお、ニンテンドーeショップにアクセスするには、必ずその時点での最新バージョンにアップデートしておく必要がある。
※以下では日本国内仕様のニンテンドー3DSシリーズ向けに配布されている更新プログラムについてのみ記載している。

### Ver.1系列
Ver.1.1.0-0J
『パイロットウイングス リゾート』などの一部のゲームソフトに内蔵（インターネット経由での配信はない）。
- システム全般の安定性が向上される。
- いつの間に通信のお知らせなどのデータを受け取る機能の一部が拡張される。
- 一部のニンテンドーゾーンや無線LANアクセスポイントにおいて、通信ができない不具合が修正される。

Ver.1.1.0-1J
インターネット経由のみの配信。2011年3月2日配信開始。
- Ver.1.1.0-0Jの更新内容に加えて、3D映像「任天堂ゲームミュージックライブ映像」が追加される（期間限定・Ver.2.0.0-2Jに更新後削除）。

### Ver.2系列
Ver.2.0.0-2J
インターネット経由のみの配信。2011年6月7日配信開始。
- HOMEメニュー・内蔵ソフト
  - 『ニンテンドーeショップ』が追加され、ニンテンドーeショップの各種サービスが利用可能になる。
  - 『インターネットブラウザー』が利用可能になる。
  - 『すれちがいMii広場』で「ピースあつめの旅」または「すれちがい伝説」をプレイしていないMiiがいた場合において、入口を選択した際に確認メッセージが表示されるようになる。
  - 『すれちがいMii広場』でMiiを選択した際に表示されるメニューに「さいごにあそんだゲーム」が追加される（それを選択すると『ニンテンドーeショップ』に切り替わり詳細情報が表示される）。
  - 『おしらせリスト』のソフト関連のお知らせ内に「ソフトを起動」のボタンが追加される。

- 本体設定
  - 「データ管理」内の「DSiウェア管理」とニンテンドー3DSソフトの「ソフト管理」が使えるようになる。
  - 「ソフトとデータの引っ越し」が使えるようになり、ニンテンドーDSi（LL含む）から購入したニンテンドーDSiウェアのソフト・写真データ・音声データ・Wi-Fiユーザー情報の全てまたは一部を3DSに引き継ぐことが可能になる。
  - 「インターネット設定」内に「いつの間に通信」の設定項目が追加される。
  - 「保護者による使用制限」内に「配信動画の視聴」の設定項目が追加される。

- いつの間に通信
  - 本体更新データを自動で受信する機能が追加される。
  - 無料ソフトや体験版ソフトを自動で受信する機能が追加される。

- その他
  - 電源ボタンを押した際に表示される画面の「スリープする」の選択項目が削除される。
  - システムの安定性や利便性が向上される（詳細不明）。
  - 3D映像「任天堂ゲームミュージックライブ映像」が削除される。

Ver.2.1.0-3J
現時点ではインターネット経由のみの配信。2011年6月16日配信開始。
- Ver.2.0.0-2Jでの『リッジレーサー3D』において、特定の操作を行うとフリーズする不具合が修正される。
- システムの安定性や利便性が向上される（詳細不明）。

Ver.2.1.0-4J
現時点ではインターネット経由のみの配信。2011年7月26日配信開始。
- ニンテンドー3DSサウンドの「すれちがい」で相手の曲名が表示される。

※公式発表では「本体内蔵ソフトの安定性や利便性の向上」のみ。
Ver.2.2.0-○J
『スーパーマリオ 3Dランド』などの一部のゲームソフトに内蔵。○部分はアップデート前のバージョンと同じ数字となる。
- フレンドリストからオンライン中のフレンドが遊んでいるソフトへの参加ができるようになる（『マリオカート7』が最初の対応ソフト）。
- システムの安定性や利便性が向上される（詳細不明）。

### Ver.3系列
Ver.3.0.0-5J
インターネット経由では2011年12月7日配信開始。
- 『ニンテンドー3DSカメラ』
  - 3Dムービーの撮影機能と再生機能が追加される。
  - HOMEメニューのカメラモード、または『ニンテンドー3DSカメラ』にて撮影した写真の閲覧時に、スライドパッドを上下させることで、写真の表示範囲を変更できるようになる。

- 『すれちがいMii広場』
  - 「ピースあつめの旅」に新しいピース・パネルが追加される。
  - 「ピースあつめの旅」で完成させたパネルを連続で見られる「スライドショー」が追加される。
  - 「すれちがい伝説II」が追加される。
  - 「すれちがいマップ」が追加され、今までにすれ違ったMiiの地域（全世界対応）を地図上で確認することが可能になる。
  - 「お祝いリスト」が追加される。一定条件を満たすとすれちがいMii広場開始時にお祝いメッセージが表示され、お祝いリストが埋まっていく。
  - 「音楽リスト」が追加され、一度聴いたことがあるBGMを聴くことができる。
  - いつの間に通信に対応し、「ピースあつめの旅」や「すれちがい伝説II」の新要素が随時追加されるようになる。

- 『ニンテンドーeショップ』
  - 起動回数制限付きのソフト体験版の受信に対応する（起動可能な回数はそれぞれの体験版によって異なるが、最大30回のものが多い）。
  - 引換番号によるソフトのダウンロードに対応する。
  - クレジットカード情報を保存することが可能になる。
  - 購入したソフトを後でいつの間に通信を利用してスリープ中にダウンロードすることが可能になる（1度に10個のソフトまで設定可能）。
  - ソフトの購入・ダウンロード完了後、従来はトップ画面に戻されていたが、戻されなくなる。
  - 検索後のソフト一覧画面やソフト情報のページの評価（星マーク）の部分の右側に総投票数が表示されるようになる。
  - 検索後のソフト一覧の表示画面で、ゲーム名の下に「ニンテンドーeショップ」で買えるソフトかどうかが明示されるようになる。
  - 「ニュース」において、未読ニュースを表すマークが「New」から青丸印に変更される。

- HOMEメニュー
  - いつの間に通信を利用してダウンロード中もしくは待機中のソフトのアイコンが表示されるようになる。現在のダウンロード進捗状況を確認したり、受信を中止したりすることが可能。
  - 「カメラモード」に、QRコードの読み取り機能が追加される。QRコードを読み取ることで、QRコードのデータ内に書かれているURLのウェブサイトや『ニンテンドーeショップ』の指定ページに直接移動することができる。

- 本体設定
  - 「データ管理」の「ニンテンドー3DSデータ管理」内に「追加コンテンツ管理」が追加され、追加コンテンツの消去が可能になる。
  - 「ソフトとデータの引っ越し」に「ニンテンドー3DSから引っ越し」が追加され、3DS本体から別の3DS本体へ全てのデータを引継ぐことが可能になる（引っ越しは5回までの制限あり）。

- システムの安定性や利便性が向上される（詳細不明）。

Ver.3.0.0-6J
インターネット経由では2011年12月22日配信開始。
- 本体内蔵ソフトの安定性が向上される。
- 『イナズマイレブン GO シャイン/ダーク』において、音声の途切れる不具合が修正される。

### Ver.4系列
Ver.4.0.0-7J
インターネット経由では2012年4月25日配信開始。
- 『ニンテンドーeショップ』
  - トップ画面のアイコンが2段表示になる。
  - ソフトのダウンロード中の画面に「あとから受信する」ボタンが追加され、途中からいつの間に通信を利用したダウンロードに変更することが可能になる。

- HOMEメニュー
  - フォルダ作成機能が追加され、最大60個のソフトを1つのフォルダにまとめることが可能になる。
  - L・Rボタンによるカメラの起動の方法が、「LまたはRボタンを押す」から「LまたはRボタンを長押しする」に変更される。

- 更新データ（パッチ）による、パッケージソフトウェアのバグ修正や機能追加が可能になる。
- システムの安定性や利便性が向上される（詳細不明）。

Ver.4.1.0-8J
インターネット経由では2012年5月15日配信開始。
- ニンテンドーeショップにて、『マリオカート7』の更新データを受け取ることができるようになる。
- システムの安定性や利便性が向上される（詳細不明）。

Ver.4.2.0-9J
インターネット経由では2012年6月27日配信開始。
- ニンテンドーeショップにて、クレジットカード情報を保存する際に設定するパスワードで利用できる文字種が追加されるなどの安全性が向上される。
- システムの安定性や利便性が向上される（詳細不明）。

Ver.4.3.0-10J
インターネット経由では2012年7月25日配信開始。
- ニンテンドーeショップの安定性が向上される（詳細不明）。
- システムの安定性や利便性が向上される（詳細不明）。

Ver.4.4.0-10J
インターネット経由では2012年9月20日配信開始。
- システムの安定性や利便性が向上される（詳細不明）。

Ver.4.5.0-10J
インターネット経由では2012年12月5日配信開始。
- システムの安定性や利便性が向上される（詳細不明）。

### Ver.5系列
Ver.5.0.0-11J
インターネット経由では2013年3月26日配信開始。
- 『ニンテンドーeショップ』
  - 3DS版での『ニンテンドーeショップ』のロゴが、Wii U版で使用されている新しいロゴと同様の物に変更される。
  - ソフトウェアの「更新データ」のダウンロード方法に「あとから受信する」が追加され、いつの間に通信を利用したスリープ中のダウンロードが可能になる。
  - いつの間に通信を利用したソフトや更新データなどのスリープ中のダウンロード（「あとから受信」）が、ニンテンドーeショップ起動中にスリープモードにした際にも行われるようになる。

- パッケージソフトの「パッケージ版」から「ダウンロード版」へのセーブデータの移行に対応する（移行を実行する際は、『ニンテンドーeショップ』にてセーブデータ移行ツールのダウンロードが必要）。
- 『インターネットブラウザー』にて、ページ読み込み中に表示されるプログレスバーの表示位置が変更される。
- システムの安定性や利便性が向上される（詳細不明）。

Ver.5.1.0-11J
インターネット経由では2013年4月5日配信開始。
- 一部の3DS本体にて、Ver.5.0.0-11Jに更新中にエラーメッセージが表示され、その後『本体設定』・『ニンテンドーeショップ』・『ゲームメモ』が起動できなくなる不具合が修正される。

### Ver.6系列
Ver.6.0.0-12J
インターネット経由では2013年6月18日配信開始。
- 『すれちがいMii広場』
  - 更新データを受信する機能が追加される。
  - 更新データを受信することで、あいさつする時の表情を変更したり、新しい遊び（すれちがいシューティング、すれちがい迷宮、すれちがい合戦、すれちがいガーデン）を購入したりできる。

- セーブデータのバックアップ機能追加。3DSのダウンロードソフト、バーチャルコンソール（一部除く）のセーブデータをバックアップ可能。なお作成可能なバックアップデータは最大30個まで。これは、容量の大きいSDカードを使用していて、空きブロックに余裕がある状況でも変わりはない。
- システムの安定性や利便性が向上される（詳細不明）。

Ver.6.1.0-12J
インターネット経由では2013年6月28日配信開始。
- システムの安定性や利便性が向上される（詳細不明）。

Ver.6.2.0-12J
インターネット経由では2013年8月6日配信開始。
- すれちがい通信中継所のサービスが利用可能になる。
- システムの安定性や利便性が向上される（詳細不明）。

Ver.6.3.0-12J
インターネット経由では2013年9月13日配信開始。
- システムの安定性や利便性が向上される（詳細不明）。

### Ver.7系列
Ver.7.0.0-13J
インターネット経由では2013年12月10日配信開始。
- 『ニンテンドーeショップ』の更新。
  - ニンテンドーネットワークIDに対応。

- 『Miiverse』の追加。
  - ニンテンドー3DSで、Miiverseの閲覧や投稿ができるようになった。

- 『ニンテンドーネットワークID設定』の追加。
  - 『Miiverse』など一部のネットワークサービスを利用する際に必要なニンテンドーネットワークIDを『本体設定』で作成・登録・設定変更することができるようになった。

- 『ソフトとデータの引っ越し』の更新。
  - ニンテンドー3DS LL/3DS本体同士で引っ越しできる回数の上限を撤廃。

- ソフトの「更新データ」に関する通知機能。
  - 新しい「更新データ」が配信されている場合、そのソフトを起動する際に「更新データ」について通知。

- HOMEメニューカメラ起動方法の変更。
  - HOMEメニューでのカメラ起動方法を、Lボタン+Rボタンの同時押しに変更。

- システムの安定性や利便性が向上される（詳細不明）。

Ver.7.1.0-14J
インターネット経由では2013年12月20日配信開始。
- システムの安定性や利便性が向上される（詳細不明）。

Ver.7.1.0-15J
インターネット経由では2014年1月23日配信開始。
- システムの安定性や利便性が向上される（詳細不明）。

Ver.7.1.0-16J
インターネット経由では2014年2月27日配信開始。
- システムの安定性や利便性が向上される（詳細不明）。

Ver.7.2.0-17J
インターネット経由では2014年5月13日配信開始。
- 「保護者による使用制限」の機能追加
  - メールアドレスをあらかじめ登録しておくことで、暗証番号を忘れた場合に、解除方法をメールで受け取ることができるようになる。

- システムの安定性や利便性が向上される（詳細不明）。

### Ver.8系列
Ver.8.0.0-18J
インターネット経由では2014年7月8日配信開始。
- システムの安定性や利便性が向上される（詳細不明）。

Ver.8.1.0-18J
インターネット経由では2014年7月25日配信開始。
- システムの安定性や利便性が向上される（詳細不明）。

Ver.8.1.0-19J
インターネット経由では2014年8月7日配信開始。
- システムの安定性や利便性が向上される（詳細不明）。

### Ver.9系列
Ver.9.0.0-20J
インターネット経由では2014年10月7日配信開始。
- 「HOMEメニュー」の機能追加、利便性向上。アイコンサイズ変更などホーム画面全般で、十字キー及びA、B、Xの各ボタンで操作できるようになった。
  - さまざまな機能が利用できる「HOMEメニュー設定」ボタンを下画面左上に追加。画面の輝度調整以外に本体設定のショートカット、「ニンテンドー3DS画像投稿ツール」へのリンクが追加。
  - HOMEメニュー画面を撮影できるスクリーンショット機能の追加（Y+↑で上画面、Y+↓で下画面。ただしゲーム起動中は上画面のスクリーンショットは撮影できない）など、利便性を向上。

- 「ニンテンドーeショップ」において、ソフトの情報を見やすくするなど、利便性を向上。
- 「ソフトとデータの引っ越し」にて、Newニンテンドー3DS/New 3DS LLへの引っ越しに対応。
- システムの安定性や利便性が向上される（詳細不明）。
- ホーム画面のレイアウト微変更。下画面のアイコンサイズ変更ボタンが右上に移動され「ゲームメモ」「フレンドリスト」「おしらせリスト」「インターネットブラウザー」「Miiverse」が中央部に表示されるようになった。

Ver.9.1.0-20J
インターネット経由では2014年10月11日配信開始。
- 「HOMEメニュー」の機能追加。
  - 「HOMEメニュー」の「テーマ機能」とテーマが購入できる「テーマショップ」が利用できるようになった。

- システムの安定性や利便性が向上される（詳細不明）。

Ver.9.2.0-20J
インターネット経由では2014年10月30日配信開始。
- システムの安定性や利便性が向上される（詳細不明）。

Ver.9.3.0-21J
インターネット経由では2014年12月9日配信開始。
- New3DS系列のみの追加項目
  - 「amiibo設定」の追加。
    - 「HOMEメニュー設定」に「amiibo設定」の項目を追加。

- 「HOMEメニュー」の機能追加、利便性向上
  - テーマをランダム表示する「お気に入りシャッフル」の機能を追加。

- 上下画面をあわせたスクリーンショット撮影ができるようになるなど、利便性を向上。

Ver.9.4.0-21J
インターネット経由では2014年12月12日配信開始。
- システムの安定性や利便性が向上される（詳細不明）。

Ver.9.5.0-22J
インターネット経由では2015年2月3日配信開始。
- システムの安定性や利便性が向上される（詳細不明）。

Ver.9.5.0-23J
インターネット経由では2015年3月3日配信開始。
- システムの安定性や利便性が向上される（詳細不明）。

Ver.9.6.0-24J
インターネット経由では2015年3月24日配信開始。
- New以前の3DS系列のみの追加項目
  - 「amiibo設定」の追加。
    - 「HOMEメニュー設定」に「amiibo設定」の項目を追加。

- 「HOMEメニュー」の機能追加、利便性向上。
  - 「HOMEメニュー設定」に「マイHOMEメニュー」の機能を追加。

- 「テーマショップ」の利便性向上
- システムの安定性や利便性が向上される（詳細不明）。

Ver.9.7.0-25J
インターネット経由では2015年4月21日配信開始。
- システムの安定性や利便性が向上される（詳細不明）。

Ver.9.8.0-25J
インターネット経由では2015年6月2日配信開始。
- システムの安定性や利便性が向上される（詳細不明）。

Ver.9.9.0-26J
インターネット経由では2015年7月14日配信開始。
- システムの安定性や利便性が向上される（詳細不明）。

### Ver.10系列
Ver.10.0.0-27J
インターネット経由では2015年9月9日配信開始。
- システムの安定性や利便性が向上される（詳細不明）。

Ver.10.1.0-27J
インターネット経由では2015年9月15日配信開始。
- システムの安定性や利便性が向上される（詳細不明）。

Ver.10.2.0-28J
インターネット経由では2015年10月20日配信開始。
- システムの安定性や利便性が向上される（詳細不明）。

Ver.10.3.0-28J
インターネット経由では2015年11月10日配信開始。
- システムの安定性や利便性が向上される（詳細不明）。

Ver.10.4.0-29J
インターネット経由では2016年1月19日配信開始。
- システムの安定性や利便性が向上される（詳細不明）。

Ver.10.5.0-30J
インターネット経由では2016年1月26日配信開始。
- システムの安定性や利便性が向上される（詳細不明）。

Ver.10.6.0-31J
インターネット経由では2016年2月23日配信開始。
- システムの安定性や利便性が向上される（詳細不明）。

Ver.10.7.0-32J
インターネット経由では2016年3月15日配信開始。
- システムの安定性や利便性が向上される（詳細不明）。

### Ver.11系列
Ver.11.0.0-33J
インターネット経由では2016年5月10日配信開始。
- システムの安定性や利便性が向上される（詳細不明）。

Ver.11.1.0-34J
インターネット経由では2016年9月13日配信開始。
- システムの安定性や利便性が向上される（詳細不明）。

Ver.11.2.0-35J
インターネット経由では2016年10月25日配信開始。
- システムの安定性や利便性が向上される（詳細不明）。

Ver.11.3.0-36J
インターネット経由では2017年2月7日配信開始。
- システムの安定性や利便性が向上される（詳細不明）。

Ver.11.4.0-37J
インターネット経由では2017年4月11日配信開始。
- システムの安定性や利便性が向上される（詳細不明）。

Ver.11.5.0-38J
インターネット経由では2017年7月11日配信開始。
- システムの安定性や利便性が向上される（詳細不明）。

Ver.11.6.0-39J
インターネット経由では2017年9月19日配信開始。
- システムの安定性や利便性が向上される（詳細不明）。

Ver.11.7.0-40J
インターネット経由では2018年6月19日配信開始。
- システムの安定性や利便性が向上される（詳細不明）。

Ver.11.8.0-41J
インターネット経由では2018年7月31日配信開始。
- システムの安定性や利便性が向上される（詳細不明）。

Ver.11.9.0-42J
インターネット経由では2018年12月4日配信開始。
- システムの安定性や利便性が向上される（詳細不明）。

Ver.11.10.0-43J
インターネット経由では2019年5月28日配信開始。
- システムの安定性や利便性が向上される（詳細不明）。

Ver.11.12.0-44J
インターネット経由では2019年11月5日配信開始。
- システムの安定性や利便性が向上される（詳細不明）。

Ver.11.13.0-45J
インターネット経由では2019年12月3日配信開始。
- 「すれちがい通信」が成立しないことがある症状の修正。

Ver.11.14.0-46J
インターネット経由では2020年11月17日配信開始。
- システムの安定性や利便性が向上される（詳細不明）。

Ver.11.15.0-47J
インターネット経由では2021年7月27日配信開始。
- システムの安定性や利便性が向上される（詳細不明）。

Ver.11.16.0-48J
インターネット経由では2022年8月30日配信開始。
- システムの安定性や利便性が向上される（詳細不明）。

Ver.11.16.0-49J
インターネット経由では2022年9月13日配信開始。
- システムの安定性や利便性が向上される（詳細不明）。

Ver.11.17.0-50J
インターネット経由では2023年5月23日配信開始。
- システムの安定性や利便性が向上される（詳細不明）。